# Dorien De Clippel
Dorien De Clippel (Antwerpen, 21 april 1992) is een Belgische actrice.

## Biografie[1]
De Clippel studeerde in 2014 af aan de School of Arts in Gent. Toen ze vijftien jaar was stond ze voor het eerst professioneel op de planken, met de voorstelling MONDAYS van Peter Seynaeve. Niet veel later vertolkte ze de rol van Mireille in de film Little Black Spiders van Patrice Toye. Toen ze in haar tweede jaar Drama zat, werd ze door Dirk Tanghe gevraagd om een van de hoofdrollen te vertolken in De Meeuw van Tsjechov. In 2013 vonden de opnames van de film De Honger, van Benoit De Clerck, plaats, waarin De Clippel een rol vertolkte. Deze kortfilm wist verschillende prijzen te winnen in België, maar ook daarbuiten.
Vanaf dan begon ze gast- en bijrollen te vertolken in verschillende series zoals Chaussée d’Amour, Vermist, Vriendinnen, Koning Lou en De Kroongetuigen. Daarnaast is ze ook te zien in enkele videoclips, zoals bijvoorbeeld I'm just an old motherfucker van de zanger Arno. Tijdens haar studie acteerde ze ook in verschillende kortfilms en afstudeerprojecten van filmstudenten.
Ze werkt regelmatig samen met theatergezelschappen Luxemburg, LARF! en BOUGE. Vanaf 2017 speelt ze een hoofdrol in De regel van 3s.

## Opleiding
- 2015: Specifieke Lerarenopleiding Drama, Conservatorium Antwerpen
- 2014: Master-opleiding Drama, KASK; School of Arts in Gent
- 2013: Diploma Bachelor Drama behaald, KASK; School of Arts in Gent
- 2010: Diploma Kunst Secundair Onderwijs behaald

## Filmografie[3]

### Films
- 2019: Cirque als Eva
- 2018: Quality Time als Ellen
- 2017: Rayon de Soleil als The Woman
- 2016: Loewie als Angela
- 2014: De Vloed als Swane
- 2014: Alles Voor De Film als Lize
- 2014: Follow: Tall Tales from a Small City als Marie
- 2014: SeBASStian als Charlotte
- 2014: Getekend, Lente als Lente
- 2014: BABYBLUES als onbekende rol
- 2014: De rechtvaardige rechters als onbekende rol
- 2013: De Honger als Sofie
- 2013: Mont d’Or als Maren
- 2012: Little Black Spiders als Mireille
- Onbekend: Broodnodig als Amy

### Series
- 2017: De regel van 3s als Roos
- 2016: Chaussée d'Amour als Young Sylvia
- 2016: Koning Lou als Gina de Geest
- 2015: De Kroongetuigen als Sabine De Swert
- 2015-2019: Familie als Estée Eeckelaert
- 2014: Vriendinnen als Irene
- 2014: Vermist als Stefanie
- 2014: Kleine verhalen in een grote oorlog als Jeanneke Van Den Bosch
- 2013: Binnenstebuiten als Jasmien De Blende

### Andere
- 2016: I'm just an old motherfucker van Arno
- 2015: Theaterateliers bij LARF!
- 2015: Henri gaat naar Parijs bij Theater Luxemburg
- 2014: TRANSIT, eigen masterproef
- 2014: ROOD bij Theater Luxemburg
- 2013: De Schepping/The Creation bij Theater Kuiperskaai als Mashka
- 2012: De Meeuw bij Productie van Het Paleis als Nina
- 2011: Deenzjer bij CC Luchtbal
- 2009-2011: MONDAYS bij JAN Producties